# Microspingus
A Microspingus a madarak osztályának verébalakúak (Passeriformes) rendjébe és a tangarafélék (Thraupidae) családjába tartozó nem. A nem besorolása vitatott, egyes szervezettek a Poospiza nembe sorolják ezeket a fajokat is.

## Rendszerezésük
A nemet Władysław Taczanowski lengyel zoológus írta le 1874-ben, az alábbi fajok tartoznak ide:
- Microspingus lateralis[1] vagy Poospiza lateralis[2]
- Microspingus cabanisi[1] vagy Poospiza cabanisi[2]
- Microspingus erythrophrys[1] vagy Poospiza erythrophrys[2]
- Microspingus alticola[1] vagyPoospiza alticola[2]
- Microspingus torquatus[1] vagy Poospiza torquata[2]
- Microspingus trifasciatus[1] vagy Hemispingus trifasciatus[2]
- Microspingus melanoleucus[1] vagy Poospiza melanoleuca[2]
- Microspingus cinereus[1] vagy Poospiza cinerea[2]

## Előfordulásuk
Dél-Amerika területén honosak. Természetes élőhelyei a mérsékelt övi erdők, szubtrópusi és trópusi esőerdők, száraz erdők, cserjések, gyepek és szavannák. Állandó, nem vonuló fajok.

## Megjelenésük
Testhosszuk 13-16 centiméter körüli.